# Magnolia sambuensis
Magnolia sambuensis är en magnoliaväxtart som först beskrevs av Henri François Pittier, och fick sitt nu gällande namn av Rafaël Herman Anna Govaerts. Magnolia sambuensis ingår i släktet Magnolia och familjen magnoliaväxter. Inga underarter finns listade i Catalogue of Life.